# Jyske mesterskab 1927-28 (fodbold)
Det jyske mesterskab i fodbold 1927-28 var den 30. udgave af turneringen om det jyske mesterskab i fodbold for herrer organiseret af Jydsk Boldspil-Union. AaB vandt turneringen for femte gang i alt og for første gang siden 1911. Esbjerg fB nåede finalen for første gang. Vinderen af turneringen kvalificerede sig til Provinsmesterskabsturneringen 1927-28.
De to bedste hold i hver af de to kredse kvalificerede sig til den efterfølgende Danmarksmesterskabsturneringen 1928-29. AaB, Esbjerg fB, AGF og Horsens fS blev de fire hold, der i første omgang kvalificerede sig. Efter sæsonafslutningen besluttede DBU dog at udvide Danmarksturneringen, hvilket gav plads til yderligere to jyske hold. Dermed blev Aalborg Freja og Fredericia BK også kvalificeret.
Nr. seks i hver af de to kredse spillede en kvalifikationskamp mod finalisterne fra JBUs A-række. Holstebro BK og Herning Fremad rykkede ned efter at have tabt til henholdsvis Brønderslev IF og Haderslev FK.

## JBUs Mesterskabsrække

### Nordkredsen
AGF og Viborg FF deltog samtidig i Danmarksmesterskabsturneringen 1927-28.

| Pos | Hold          | K  | V | U | T | M+ | M- | MR    | P  | Kvalifikation eller nedrykning                          |
| --- | ------------- | -- | - | - | - | -- | -- | ----- | -- | ------------------------------------------------------- |
| 1   | AAB           | 10 | 6 | 3 | 1 | 29 | 20 | 1,450 | 15 | Kvalifikation til finale og Danmarksturneringen 1928-29 |
| 2   | AGF           | 10 | 6 | 2 | 2 | 36 | 17 | 2,118 | 14 | Kvalifikation til Danmarksturneringen 1928-29           |
| 3   | Aalborg Freja | 10 | 5 | 2 | 3 | 30 | 22 | 1,364 | 12 | Kvalifikation til Danmarksturneringen 1928-29           |
| 4   | Viborg FF     | 10 | 3 | 2 | 5 | 20 | 30 | 0,667 | 8  |                                                         |
| 5   | Aalborg Chang | 10 | 2 | 3 | 5 | 20 | 25 | 0,800 | 7  |                                                         |
| 6   | Holstebro BK  | 10 | 1 | 2 | 7 | 15 | 36 | 0,417 | 4  | Kvalifikation til Op- og nedrykningsslutspil            |

|               | AaB | AGF | Freja | Viborg | Chang | Holstebro |
| ------------- | --- | --- | ----- | ------ | ----- | --------- |
| AaB           | –   | 3-2 | 3-2   | 4-2    | 7-0   | 4-1       |
| AGF           | 7-0 | –   | 6-5   | 1-1    | 2-2   | 6-1       |
| Aalborg Freja | 2-2 | 2-1 | –     | 7-3    | 2-0   | 5-2       |
| Viborg FF     | 2-4 | 1-6 | 1-1   | –      | 2-1   | 5-2       |
| Aalborg Chang | 2-2 | 1-2 | 2-3   | 3-1    | –     | 6-2       |
| Holstebro BK  | 0-0 | 1-3 | 2-1   | 1-2    | 3-3   | –         |

### Sydkredsen
Horsens fS og Fredericia BK deltog samtidig i Danmarksmesterskabsturneringen 1927-28.

| Pos | Hold           | K  | V | U | T | M+ | M- | MR    | P  | Kvalifikation eller nedrykning                          |
| --- | -------------- | -- | - | - | - | -- | -- | ----- | -- | ------------------------------------------------------- |
| 1   | Esbjerg fB     | 10 | 6 | 2 | 2 | 35 | 18 | 1,944 | 14 | Kvalifikation til finale og Danmarksturneringen 1928-29 |
| 2   | Horsens fS (M) | 10 | 6 | 1 | 3 | 28 | 16 | 1,750 | 13 | Kvalifikation til Danmarksturneringen 1928-29           |
| 3   | Fredericia BK  | 10 | 6 | 1 | 3 | 22 | 18 | 1,222 | 13 | Kvalifikation til Danmarksturneringen 1928-29           |
| 4   | Kolding B (O)  | 10 | 4 | 2 | 4 | 23 | 21 | 1,095 | 10 |                                                         |
| 5   | Vejle BK       | 10 | 2 | 2 | 6 | 16 | 32 | 0,500 | 6  |                                                         |
| 6   | Herning Fremad | 10 | 1 | 2 | 7 | 18 | 37 | 0,486 | 4  | Kvalifikation til Op- og nedrykningsslutspil            |

1. 1 2  Horsens og Fredericia sluttede lige på point og indbyrdes opgør.

|                   | Esbjerg | Horsens | Fredericia | Kolding | Vejle | Herning |
| ----------------- | ------- | ------- | ---------- | ------- | ----- | ------- |
| Esbjerg fB        | –       | 4-2     | 9-2        | 6-4     | 5-2   | 4-1     |
| Horsens fS        | 1-3     | –       | 2-0        | 2-0     | 4-1   | 4-2     |
| Fredericia BK     | 1-1     | 2-0     | –          | 2-3     | 4-0   | 2-0     |
| Kolding B         | 2-1     | 1-2     | 0-1        | -       | 5-0   | 2-2     |
| Vejle BK          | 2-1     | 1-1     | 1-3        | 3-3     | –     | 5-1     |
| Herning Fremad II | 1-1     | 2-10    | 2-5        | 2-3     | 5-1   | –       |

## Finale
Finalen mellem de to kredsvindere blev afgjort over to kampe på neutral bane.
| 13. maj 1928 |

| Esbjerg fB | 0 - 3   | AaB                                            |
| ---------- | ------- | ---------------------------------------------- |
|            | (0 - 1) | Søren Andersen 44', 89' · Alex Villadsen 87' · |

| Vejle Stadion, Vejle Tilskuere: 1.500 Dommer: Sophus Petersen, Horsens |

| 20. maj 1928 13.30 |

| AaB                                          | 3 - 0   | Esbjerg fB |
| -------------------------------------------- | ------- | ---------- |
| Alex Villadsen 30' · Søren Andersen 68', 75' | (1 - 0) |            |

| Aarhus Idrætspark, Aarhus Tilskuere: 550 Dommer: Frederik Højmark, Aarhus |

AaB vandt finalen med fire point mod 0.

## Op- og nedrykningsslutspil
Vinderen af JBU A-rækkens nordkreds, Brønderslev IF, spillede mod nr. seks fra nordkredsen i JBUs Mesterskabsrække, Holstebro BK. Vinderen af JBU A-rækkens sydkreds, Haderslev FK, spillede mod nr. seks fra sydkredsen i JBUs Mesterskabsrække, Herning Fremad.
| 24. juni 1928 |

| Herning Fremad | 3 - 4   | Haderslev FK |
| -------------- | ------- | ------------ |
|                | (3 - 4) |              |

| Vejle Stadion, Vejle Tilskuere: 1.500 |

| 24. juni 1928 |

| Holstebro BK | 1 - 4   | Brønderslev IF |
| ------------ | ------- | -------------- |
|              | (0 - 2) |                |

| Randers Stadion, Randers Tilskuere: 600 |

Haderslev FK rykkede op Mesterskabsrækkens sydkreds. Herning Fremad rykkede ned. Brønderslev IF rykkede op Mesterskabsrækkens nordkreds. Holstebro BK rykkede ned.

## Øvrige kilder
- Alstrup, Aksel (1950-1953). "JBU-mesterskabernes fordeling". Jysk Fodbold i Fortid og Nutid - Bind 1 & 2. Odense: Jydsk Boldspil-Union, Østergaards Forlag. s. 88-92.